# Hydrillodes pyraustralis
Hydrillodes pyraustralis är en fjärilsart som beskrevs av Pierre E.L. Viette 1954. Hydrillodes pyraustralis ingår i släktet Hydrillodes och familjen nattflyn. Inga underarter finns listade i Catalogue of Life.